# Петросян, Самвел Александрович
Самве́л Алекса́ндрович Петрося́н (арм. Սամվել Ալեքսանդրի Պետրոսյան; 27 сентября 1954, Ереван, Армянская ССР, СССР) — советский футболист, тренер. Мастер спорта СССР. Являлся главным тренером ряда армянских клубов, в числе которых «Пюник», «Мика», «Котайк», «Гандзасар» и «Ширак».

## Тренерская карьера
В 1992 году, когда была создана национальная команда Армении, Петросян занимал в ней должность ассистента главного тренера. Одновременно возглавив команду «Киликия» (не путать с ФК «Киликия»). С клубом удалось занять 4-е место во-второй группе и продолжить чемпионат за 1-12 места, где команда заняла последнее место. Однако, при этом сохранив место на следующий сезон. В следующем году принимает абовянский «Котайк», но после окончания чемпионата покидает клуб. Возвращение состоялось в сезоне 1995/96. В очередной раз не сыскав успехов, покидает команду и возглавляет «Ереван». В это же время принимает бразды правления молодёжной сборной. С «горожанами» Петросян зовоёвывает бронзу чемпионата. После этого успеха вновь переходит в «Котайк». Однако больше чем на сезон, Петросяну задержаться не удалось. «Котайк» из-за финансовых проблем отказался от участия в первенстве. В услугах специалиста заинтересовала ереванская «Киликия». В первый сезон с клубом обосновался в середине турнирной таблице, а во-втором сезоне покинул команду в августе.
В следующем году возглавляет «Аракс» из Арарата. В июне Петросян покидает команду, а по окончании чемпионата «Аракс» становится чемпионом Армении. В 2001 году Петросян начал, в ставшем для него, родном «Котайке» в должности начальника команды, а после перешёл в аштаракскую «Мику». Проведя в команде с 8-го по 22-й туры, покинул команду. С 2002 по 2003 года являлся ассистентом главного тренера в Сборной Армении до 17-ти лет, и в 2004 году главным тренером в юношеской сборной. В феврале 2005 года Петросян возглавил Молодёжную сборную. Спустя год стал совмещать работу и в клубе «Пюник», в котором уделял большое внимание молодёжи. С многократным чемпионом Петросян завоевал золотые медали чемпионата, а в следующем году Суперкубок Армении. В середине чемпионата покидает пост главного тренера в «Пюнике», а спустя месяц сменяет Абраама Хашманяна в «Гандзасаре». При Петросяне капанский клуб достиг наибольших высот в независимой истории Армении. В 2008 году «Гандзасар» завоёвывает первые медали в чемпионате Армении (3-е место), и путёвку в Лигу Европы на следующий сезон. Неудачи в первой половине чемпионата 2009 года, сменялись неубедительными победами и тусклыми ничьими, что в итоге и внесло свой вклад в дальнейшую судьбу именитого специалиста. Руководство клуба уволило Петросяна.
25 ноября 2010 года Петросян был назначен главным тренером гюмрийского «Ширака». Из-за отсутствия лицензии «А» заявлен как администратор команды, а его помощник Феликс Ходжоян — как исполняющий обязанности главного тренера. Перед тренерским штабом на новый сезон была поставлена цель — развитие футбола в Гюмри и восстановление футбольных традиций города. Также Петросян заметил, что в команде не будет легионеров, в основном в составе будут выступать гюмрийцы. В летнем перерыве чемпионата руководство клуба отправило специалиста в отставку, из-за неудовлетворительных результатов.
В феврале 2015 года возглавил «Гандзасар».

## Личная жизнь
Имеет двух сыновей: Александр, является профессиональным футболистом, по амплуа нападающий. Выступал в нескольких клубах армянской Премьер-лиги; Арсен, являющий вратарём клуба «Пюник».

## Достижения

### как игрок
«Арарат» (Ереван)
- Серебряный призёр чемпионата СССР: 1976 (весна)
- Обладатель Кубка СССР: 1975
- Финалист Кубка СССР: 1976

### как тренер
«Котайк»
- Финалист Кубка Армении: 1995/96

«Ереван»
- Бронзовый призёр чемпионата Армении: 1996/97

«Пюник»
- Чемпион Армении: 2006
- Обладатель Суперкубка Армении: 2007

«Гандзасар»
- Бронзовый призёр чемпионата Армении: 2008

«Ширак»
- Финалист Кубка Армении: 2011